# Xã Stanton, Quận Ottawa, Kansas
Xã Stanton (tiếng Anh: Stanton Township) là một xã thuộc quận Ottawa, tiểu bang Kansas, Hoa Kỳ. Năm 2010, dân số của xã này là 30 người.